# Thomas Gomez
Thomas Gomez (* 10. Juli 1905 in New York City, New York, USA; † 18. Juni 1971 in Santa Monica, Kalifornien, USA, eigentlich: Sabino Tomas Gomez) war ein US-amerikanischer Film- und Theaterschauspieler.

## Leben
Gomez, US-Amerikaner mit spanischen Wurzeln, trat nach seinem Abschluss der High School, im Jahr 1923, mit Hilfe eines Stipendiums, jener Theatergruppe bei, welche die beiden, später ebenfalls für Oscars nominierten Schauspieler Alfred Lunt und Lynn Fontanne mitbegründet hatten. Doch schon bald nahm er auch selbstständige Theaterengagements am Broadway wahr und feierte daher im Oktober 1925 mit der Theaterproduktion Hamlet sein Debüt als Theaterschauspieler.
Gomez’ Schauspielkarriere konzentrierte sich bis Anfang der 1940er Jahre ausschließlich aufs Theater, so dass er erst 1941 im Kriminalfilm Die Stimme des Terrors auch erstmals vor der Kamera stand. Gomez’ nachhaltig erfolgreichster Film war wohl der 1947 produzierte Film Reite auf dem rosa Pferd (Ride the Pink Horse), für den er 1948 für den Oscar in der Kategorie Bester Nebendarsteller nominiert wurde.
Privat führte Gomez ein sehr ausschweifendes Leben, der in Hollywood nur die besten Restaurants besuchte, und nicht zuletzt deswegen bald ein Körpergewicht von 290 Pfund auf die Waage brachte. Aufgrund seines markanten Gesichts wurden ihm meist die Rollen von Filmbösewichten angeboten, so auch in einem seiner letzten Filme, Rückkehr zum Planet der Affen von 1970. Gleichzeitig war Gomez über vier Jahrzehnte lang Mitglied der Screen Actors Guild.
Gomez, der nie verheiratet war und keine Kinder hatte, erlag im Juni 1971 im Alter von 65 Jahren seinen schweren Verletzungen, die er bei einem Verkehrsunfall erlitten hatte.

## Filmografie (Auswahl)
- 1942: Die Stimme des Terrors (Sherlock Holmes and the Voice of Terror)
- 1942: Arabische Nächte (Arabian Nights)
- 1942: Pittsburgh
- 1943: Korvette K 225 (Corvette K-225)
- 1944: Das Lied des goldenen Westens (Can’t Help Singing)
- 1944: Dead Man’s Eyes
- 1944: Zeuge gesucht (Phantom Lady)
- 1947: Johnny O’Clock
- 1947: Reite auf dem rosa Pferd (Ride the Pink Horse)
- 1947: Der Hauptmann von Kastilien (Captain from Castile)
- 1947: Singapur (Singapore)
- 1948: Casbah – Verbotene Gassen (Casbah)
- 1948: Gangster in Key Largo (Key Largo)
- 1948: Die Macht des Bösen (Force of Evil)
- 1949: Kuß um Mitternacht (That Midnight Kiss)
- 1949: …und der Himmel lacht dazu (Come to the Stable)
- 1949: Der besiegte Geizhals (Sorrowful Jones)
- 1949: The Woman on Pier 13
- 1950: Kim – Geheimdienst in Indien (Rudyard Kipling’s Kim)
- 1950: Der Rebell von Mexiko (The Eagle and the Hawk)
- 1951: Die Piratenkönigin (Anne of the Indies)
- 1952: Macao
- 1952: Die lustige Witwe (The Merry Widow)
- 1952: Der rote Reiter (Pony Soldier)
- 1952: Verkauft und verraten (The Sellout)
- 1953: Sombrero
- 1954: Die Tochter des Kalifen (The Adventures of Hajji Baba)
- 1956: Der Eroberer (The Conqueror)
- 1956: Trapez (Trapeze)
- 1961: Sommer und Rauch (Summer and Smoke)
- 1970: Rückkehr zum Planet der Affen (Beneath the Planet of the Apes)

## Auszeichnung
- 1948: Oscar-Nominierung, Bester Nebendarsteller für: Ride the Pink Horse